# Ахалшени (Ахметский муниципалитет)
Ахалшени (груз. ახალშენი) — село в Грузии. Находится в Ахметском муниципалитете края Кахетия. Расположено в 6 км к юго-востоку от города Ахмета.
Высота над уровнем моря составляет 560 метров. Население — 337 человек (2014).
В советское время село Ахалшени входило в Ахметский поселковый совет Ахметского района.